# Підрєзково (платформа)
Підрє́зково (рос. Подрезково) — залізнична платформа в мікрорайоні Підрєзково міського округу Хімки Московської області. Платформа розташована на головному ході Ленінградського напрямку Жовтневої залізниці, на дільниці Москва — Твер, у складі лінії МЦД-3, між платформою Новопідрєзково та станцією Сходня. На обох платформах встановлені турнікети.
Відкрита в 1916 році, названа на честь власника навколишніх земель М. Підрєзкова.
Має дві основні посадкові платформи на 1-й та 2-й колії. На 3-й (середній) колії в 1990-і роки, під час ремонту дільниці лінії після зсуву, була споруджена додаткова коротка посадкова платформа на один вагон, яка не збереглася.
На платформі № 1 в сторону Москви розташований касовий павільйон з навісом.